# Библиотекарь
Библиоте́карь — профессионал по обработке информации в библиотечной и информационной науках, который выполняет организацию и управление информационными услугами и материалами для всех, кому требуется эта информация. Как правило, библиотекари работают в государственных библиотеках или библиотеках высших или средних учебных заведений, начальных или средних школ, медиа-центрах, библиотеках в рамках предприятий или компаний. На западе[прояснить] некоторые библиотекари могут быть независимыми предпринимателями, работающими в качестве информационных специалистов, каталогизаторов, и по прочим специализированным направлениям.
В конце XIX — начале XX века на страницах Энциклопедического словаря Брокгауза и Ефрона было дано следующее описание этой профессии:
«Библиотекарь — звание, которое встречается уже в древнейшие времена; мы видим библиотекарей в Египте, при дворе Птоломеев; в настоящее время Б. называется обыкновенно лицо, которому поручается заведование книгохранилищем или какой-либо его частью; в некоторых странах, однако, как, напр., в Германии, Б. называется исключительно то лицо, которому поручено управление всей библиотекой; лица же, заведующие отделениями библиотеки, носят разные другие названия: в Германии — Custos, Assistent, во Франции — Conservateur и т. д. С развитием библиотечного дела мало-помалу определилась та сумма качеств и знаний, которая необходима библиотекарю для успешного ведения дела; возникла наука библиотековедения, изучить которую в настоящее время можно только практически — службой в библиотеке же. От библиотекаря требуется способность к усидчивому труду, любовь к порядку, он должен знать новые языки и быть энциклопедически образованным человеком; необходимо также знание всего, что касается истории книги, книгопечатания и т. п.»

## История профессии
Первые библиотеки возникли ещё до нашей эры, по большей части они были составной частью культовых, религиозных учреждений, а первыми библиотекарями были жрецы.

## Знания и навыки
Библиотекарь должен знать содержание художественной, научно-популярной, отраслевой литературы, основы проектирования культурно-массовых мероприятий, основы маркетинговых технологий продвижения культурно-массовых мероприятий, методику проведения индивидуальных бесед, формы и методы проведения конференций, выставок и т.д., правила организации и учёта библиотечного фонда. Он должен уметь читать библиографические описания и составлять библиотечные каталоги.